# Ꚏ
Ꚏ, ꚏ е буква от кирилицата, част от старата абхазка азбука. Въведена е от Пьотър Услар през 1862 година, когато излиза неговата монография „Абхазский язык“. Обозначава беззвучната венечно-небна преградно-проходна съгласна /t͡ɕʷʰ/, към чието произношение има допълнителни лабиализация (оустнение) и придихателност. Предсталвява модификация на кирилската буква Ц, на която ченгелчето е удължено. В съвременната абхазка азбука звукът /ʨʷʰ/ се предава чрез диграфа Цә.
За обозначавана на близкия звук /ʨʷ’/ Пьотър Услар въвежда диакритически знак кратка над буквата Ꚏ. В съвременната абхазка азбука този звук се предава чрез диграфа Ҵә.